# J-MAX
株式会社J-MAX（ジェイマックス、英: J-MAX Co., Ltd.）は、岐阜県大垣市に本社を置く自動車用プレス金型および部品などを製造販売する企業である。旧社名は株式会社丸順。

## 沿革
- 1952年（昭和27年）7月 - 丸順精器工業創業。
- 1960年（昭和35年）1月 - 丸順精器工業株式会社設立。
- 1971年（昭和46年）1月 - 自動車ディーラー子会社「株式会社ホンダ四輪販売丸順」設立。
- 1997年（平成9年）5月 - 社名を株式会社丸順に変更。
- 1999年（平成11年）2月 - 名古屋証券取引所2部上場。
- 2014年（平成26年）9月 - 10月1日をもって同じホンダ系自動車部品メーカーの株式会社ベステックスキョーエイと合併予定であったが[3]、2015年4月1日に合併期日を延期[2]。その後、シナジー効果を十分に発揮することが困難として合併の基本合意を解約した[4]。
- 2017年（平成29年）6月 - 東プレ株式会社と資本業務提携を締結し、東プレの持分法適用会社になる[5]。
- 2018年（平成30年）3月 - 経営資源の選択集中のため、ホンダ四輪販売丸順の全株式を譲渡[6]。
  - 株式の34%はホンダカーズ東海（VTホールディングス）へ、残り66%を当社創業一族である今川家に譲渡する。
- 2021年（令和3年）
  - 1月4日 - ホンダ四輪販売丸順にて、ホンダカーズ東海が株式を追加取得し、株式保有を34%から66%とする。これによりホンダカーズ東海の連結子会社となる。今川家の株式保有は継続。
  - 3月12日 - 東京証券取引所2部上場[7]。
  - 10月8日 - ホンダ四輪販売丸順にて、ホンダカーズ東海が簡易株式交換により今川家保有の全株を取得。これによりホンダカーズ東海の完全子会社となり、今川家は経営から撤退する。
- 2022年（令和4年）
  - 4月1日 - ホンダ四輪販売丸順がホンダカーズ東海と合併し法人が消滅する。これに伴い、同社の取引先と顧客で作られていたディーラー公認団体「伊吹絵」（いぶきかい）も解散となる。
  - 7月1日 - 株式会社J-MAXへ社名変更[8]。

## 事業所
- 本社/上石津工場 - 岐阜県大垣市（自動車部品、金型および治具・検具の製造、営業部門、研究開発部門）
- 浅西工場 - 岐阜県大垣市（自動車部品製造）
- 養老工場 - 岐阜県大垣市（精密プレス部品製造、研究開発部門）
- 栃木開発センター - 栃木県宇都宮市ゆいの杜 (営業・開発部門）
- 鈴鹿工場 - 三重県鈴鹿市（自動車部品製造）